# Penycwm

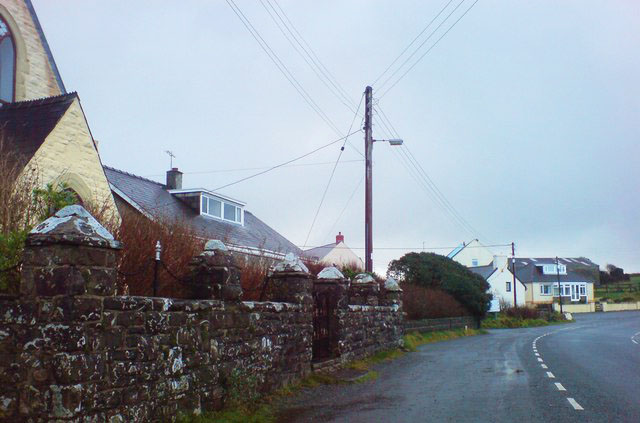
Penycwm.

Penycwm (em português:  "Cabeça do Vale") é uma pequena comunidade que se situa às margens da estrada A487 próxima a Newgale, Pembrokeshire, Gales. Faz parte também da paróquia de Brawdy; no outro extremo do vale em direção à costa está a praia Penycwm, também conhecida como  Pwll March.
A capela Independente da comunidade, construída em 1870, converteu-se em habitação. Penycwm também foi o local para a primeira pousada 5 estrelas Reino Unido.